# Develi
Develi – miasto w Turcji w prowincji Kayseri.
Według danych na rok 2000 miasto zamieszkiwało 35 084 osób.